# Міхаель Конзель
Міхаель Конзель (нім. Michael Konsel, нар. 6 березня 1962, Відень) — австрійський футболіст, воротар.
Насамперед відомий виступами за клуб «Рапід» (Відень), а також національну збірну Австрії.
Триразовий чемпіон Австрії.

## Клубна кар'єра
Народився 6 березня 1962 року в місті Відень. Вихованець юнацьких команд футбольних клубів «Кріцендорф» та «Фортуна 05».
У дорослому футболі дебютував 1982 року виступами за команду клубу «Ферст Вієнна», в якій провів три сезони. 
Своєю грою за цю команду привернув увагу представників тренерського штабу віденського «Рапіда», до складу якого приєднався 1985 року. Відіграв за цю команду наступні дванадцять сезонів своєї ігрової кар'єри. Більшість часу, проведеного у складі віденського «Рапіда», був основним голкіпером команди.
Протягом 1997—1999 років захищав кольори команди італійської «Роми».
Завершив професійну ігрову кар'єру в іншому італійському клубі, «Венеції», за команду якої виступав протягом 1999—2000 років.

## Виступи за збірну
1985 року дебютував в офіційних матчах у складі національної збірної Австрії. Протягом кар'єри у національній команді, яка тривала 14 років, провів у формі головної команди країни 43 матчі.
У складі збірної був учасником чемпіонату світу 1990 року в Італії, чемпіонату світу 1998 року у Франції.

## Титули і досягнення

### Командні
- Чемпіон Австрії (3):

«Рапід» (Відень): 1986-1987, 1987-1988, 1995-1996
- Володар Кубка Австрії (3):

«Рапід» (Відень): 1984-1985, 1986-1987, 1994-1995
- Володар Суперкубка Австрії (3):

«Рапід» (Відень): 1986, 1987, 1988

### Особисті
- Найкращий австрійський футболіст року (3):

Kronen-Zeitung: 1987, 1995
APA: 1996
- Найкращий воротар австрійської Бундесліги (4):

1987–88, 1994–95, 1995–96, 1996–97
- Найкращий воротар Серії A (1):

1997–98